# Cyd Gray
Cyd Gray (* 21. November 1976 in Scarborough, Tobago) ist ein Fußballnationalspieler aus Trinidad und Tobago.

## Verein
Gray begann mit dem Fußballspielen bei Tobago United. Über Joe Public in den Jahren 1999 bis 2001 führte sein Weg zu San Juan Jabloteh. Diesem Verein gehörte der 1,73 Meter große Verteidiger von 2002 bis Juli 2008 an. Zeitgleich ist für ihn aber auch die Zugehörigkeit von Januar bis Juni 2008 zum Pune FC dokumentiert, während er bis zum Jahresende dann wieder bei San Juan Jabloteh geführt wird. United Petrotrin war von Februar 2009 bis Dezember 2009 seine nächste Station. Der Ma Pau SC war sein Verein zwischen Januar 2010 und April 2011. Seit August 2011 spielt er für Queens Park.

## Nationalmannschaft
Cyd Gray wurde im Januar 2001 erstmals für eine Reise nach Grenada und Brasilien ins Nationalteam berufen. Alsbald debütierte er in einem Freundschaftsspiel gegen die Guatemaltekische Fußballnationalmannschaft. Am 28. März 2001 kam er auch erstmals für die Nationalmannschaft von Trinidad & Tobago im Rahmen der WM-Qualifikation gegen das Nationalteam aus Costa Rica zum Einsatz. Mit der Nationalmannschaft nahm er auch an der Fußball-Weltmeisterschaft 2006 teil. Er hat bislang 59 Spiele für sein Land absolviert und dabei ein Tor geschossen.